# Tinguiririca
Le Tinguiririca est un volcan du Chili constitué d'un stratovolcan par-dessus lequel se sont édifiées sept cônes pyroclastiques. Sa seule éruption volcanique connue est celle de 1917 et son activité actuelle est représentée par un panache de fumerolles issu du cratère sommital.